# ウェルダン (お笑いコンビ)
ウェルダンは、穂積がリーダーを務めるお笑いコンビ。活動はフリーで行っており穂積は自分の会社「ウェルダン商事株式会社」代表として居酒屋「串屋横丁」を経営もしている。以前の所属はSMA NEET Project→ティンカーベル→秋葉原フォルティス・ディアナだった。二人とも千葉県出身。
2001年結成。

## メンバー
- ウェルダン穂積（ウェルダンほづみ、1978年11月24日生まれ）ボケ担当。本名、穂積 義央（ほづみ よしふみ）。

ウェルダン商事株式会社代表取締役
趣味：コスプレ、小説執筆、
「アキバの赤い彗星リアルシャア・アズナブル」「船橋のシャア」の二つ名でパフォーマンスも行っていた。
コミックマーケットで同人誌を発行したり秋葉原の書籍「たかがアキバ されど秋葉原」セルバ出版2011年11月24日発行も執筆している。
路上パフォーマンスでテレビカメラと群衆を作り警察官に補導され注意されたことがある。そうした印象が強いためか、過激に思われているが本人はいたって穏便であり誤解を受けている（LOFT PULS ONE「炎上のすべてを語る」でのトークより）。
秋葉原では、警視庁の協力を得て歩行者天国復活のためのデモを10数度に渡り主催した。現在も不定期に「愛と夢」を訴えるという新しいタイプのパレード「アキバパレード」を行っている。
『博士と助手〜細かすぎて伝わらないモノマネ選手権〜』のオーディションに数回参加して三島由紀夫のものまねで最終選考まで残るがテレビ向けじゃないことで不合格になっている。
秋葉原のカフェ・トリオンプでアキバから元気を発信する営業統括部長を任されている。

- ウェルダン福ヶ迫（ウェルダンふくがさこ、1979年2月21日生まれ）ツッコミ担当。本名、福ヶ迫 茂樹。

趣味：一人酒。
UFOキャッチャーの達人として『王様のブランチ』『お願い!ランキング』に出演したことがある。

## 経歴
かつて太田プロのセミナー「一ダースの笑の種」に通っていた。
結成後フリーで活動した後、SMA NEET Projectに所属する。その後SMA主催のライブに出演する。
2007年頃、穂積のサンデージャポン疑惑が浮上し当時社会問題となっていたやらせ報道問題と重なり、SMAを自主退社。その後、有限会社ティンカーベル、秋葉原フォルティス・ディアナを渡り2013年3月SMAに復帰する。
現在は、主にお笑いライブを中心に活動中。ティンカーベルが主催している「カリスマ芸人待合室」に準レギュラー出演。
定期的にお笑いイベント主催もしている。
『M-1グランプリ』は全ての大会に出場している。しかし一回戦、二回戦で敗退しており、この事については、穂積も自身のブログにて触れている。
また『R-1ぐらんぷり』にも、穂積、福ヶ迫そろって出場している。穂積は、2008年度のR-1には「リアルシャア・アズナブル」名義でアマチュア出場。2012年と合わせ二度ほど二回戦まで進んでいる。
ボランティア団体「アキバへ恋！」の代表を務めており秋葉原の歩行者天国を中心に清掃活動を行っている。
秋葉原の歩行者天国凍結から復活を経て今に至るまでにアキバパレードとして十数回に渡り秋葉原で「愛と夢を訴える」という奇抜なデモ行進を企画実行していたことがある。
現在は千代田区のボランティア団体「アキバノチカラ」や環境維新隊東京ユネスコクラブの会員としてボランティア活動を続けている。
半沢直樹のものまねでそっくり館キサラに出演。半沢直樹と艦隊これくしょんをパロディにしたコスプレ「駆逐艦半沢」でコミケ85にて披露。まとめサイトに取り上げられるなどしている。
2013年のドラマ「半沢直樹」以降、コスプレものまねを2020年の新シリーズが始まるまで行っており、夏冬のコミケでは毎回「半沢直樹」のネタコスプレを行い「半沢の人」としてコミケの「まとめ」ニュースの常連になっていた。中でも「半沢が堺王拳10倍返し」のコスプレは中国の巨大掲示板でもニュースになった。
2020年の「半沢直樹」が始まったと同時にMBS「せやねん!」からお呼びがかかり番組の中で半沢ものまね筆頭として紹介されており、週刊女性9月8日号、22日号と半沢ものまね芸人として紹介されている。
ものまね「チーム半沢」を結成し、ものまね芸人が集まり2020年10月現在で6名のチームになっており、YouTubeやロケ地で半沢ネタパフォーマンスを披露している。

## 出演

### テレビ
- SHOWROOM(DeNA）「ポケットの中の放送」

12月23日のSHOWROOM「響のお笑いサバイバル」の3分ネタで優勝
- あらびき団(CSナマイキ！あらびき団/TBSオンデマンド等)
- サンデージャポン（TBS）※穂積のみ
- 王様のブランチ（TBS）※福ヶ迫のみ
- げんしじん へらちょんぺの笑いに挑戦 オンエア争奪戦（テレビ埼玉）
- せやねん！（MBS）

### ラジオ
CM
- ペットショップオールワン※穂積のみ

番組
- 毎週月曜REDS WAVE（FMラジオ）※穂積のみ

### 主なライブ
- 「ウェルダンライブ」※主催（現在は休止中）
- 「カリスマ芸人待合室」毎週火曜日
- 「スパルタ教育、リアルシャア 炎上のすべてを語るライブ」※穂積のみ
- 「アキバ時評、世界のアキバの今を語る」※穂積のみ
- 「言論レイプ」※穂積のみ
- 「ライブ!お笑いスター誕生!!」
- 「アキバサミットfor JAPAN」主催
- 「SMA（ソニーミュージックアーティスツ）トライアウトライブ」

### その他
- コミックマーケット81に穂積が代表を務めるサークル「アキバへ恋！」
- はなわレコード"中野腐女子シスターズ"（GyaO配信のネット番組）　※穂積のみ
- ニコニコ生放送「メディアが報じないパチンコ業界の闇」（2011年2月7日、出演＝ひろゆき、若宮健）　※穂積がパチンコ店員としてゲスト出演
- ラジオ会館主催「冬のラジ館祭り2012クリスマスなんて大っ嫌い！」にアキバの赤い彗星としてメインMCで出演
- そっくり館キサラに出演　※穂積
- 週刊女性（9月8日号、22日号）で半沢直樹ものまね芸人特集で紹介される

## 単著
- 『赤いマフラー』　ウェルダン穂積著（2014年5月7日、電子書籍KDP現在は配信休止）
- 『たかがアキバ されど秋葉原』　ウェルダン穂積著（2011年11月24日、セルバ出版刊）
- 『ポケットの中の闘争』（同人誌としてコミケット71に出展）※穂積